# Campionati italiani di sci alpino 1981
Ai Campionati italiani di sci alpino 1981 furono assegnati i titoli di slalom gigante e slalom speciale, sia maschili sia femminili, e di discesa libera e combinata maschili.

## Risultati

### Uomini

#### Discesa libera
| Pos. | Atleta            | Nazione |
| ---- | ----------------- | ------- |
| 1    | Herbert Plank     | Italia  |
| 2    | Michael Mair      | Italia  |
| 3    | Giuliano Giardini | Italia  |

#### Slalom gigante
| Pos. | Atleta            | Nazione |
| ---- | ----------------- | ------- |
| 1    | Riccardo Foppa    | Italia  |
| 2    | Bruno Nöckler     | Italia  |
| 3    | Giuseppe Carletti | Italia  |

#### Slalom speciale
| Pos. | Atleta          | Nazione |
| ---- | --------------- | ------- |
| 1    | Bruno Nöckler   | Italia  |
| 2    | Paolo De Chiesa | Italia  |
| 3    | Marco Tonazzi   | Italia  |

#### Combinata
| Pos. | Atleta       | Nazione |
| ---- | ------------ | ------- |
| 1    | Andrea Arban | Italia  |
| 2    | Mauro Cornaz | Italia  |
| 3    | Michael Mair | Italia  |

### Donne

#### Slalom gigante
| Pos. | Atleta       | Nazione |
| ---- | ------------ | ------- |
| 1    | Wanda Bieler | Italia  |
| 2    | Daniela Zini | Italia  |
| 3    | Piera Macchi | Italia  |

#### Slalom speciale
| Pos. | Atleta           | Nazione |
| ---- | ---------------- | ------- |
| 1    | Daniela Zini     | Italia  |
| 2    | Claudia Giordani | Italia  |
| 3    | Lorena Frigo     | Italia  |